# Eugenio Carlo Valussi

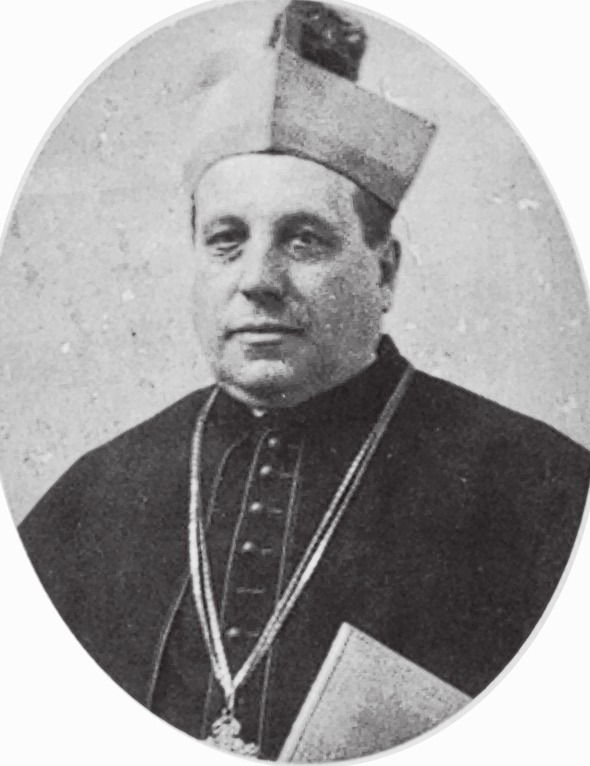

Eugenio Carlo Valussi (* 10. Februar 1837 in Talmassons, Königreich Lombardo-Venetien; † 11. Oktober 1903 in Sarche di Calavino, Tirol) war ein österreichischer Geistlicher und Politiker italienischer Abstammung.
Valussi war der Sohn von Valentino Valussi, Bauer und Gemeindesekretär, und Caterian Facini. Er erwarb 1856 seine Matura in Udine und trat in das Priesterseminar in Görz ein.
Valussi wurde am 24. August 1859 zum Diakon für das Erzbistum Gorizia e Gradisca geweiht. Andreas Gollmayr, Erzbischof von Groizia e Gradisca, weihte ihn am 12. Februar 1860 zum Priester. Im gleichen Jahr setzte er sein Studium am Frintaneum in Wien fort und promovierte am 2. August 1864 zum Dr. theol. prom. I. d. F. Mittlerweile wurde seine Heimat in das Königreich Italien eingegliedert. Daher wurde er an das Priesterseminar von Görz als Spiritual gesandt. Ab 1870 war er dort Dozent für Moraltheologie. Von 1871 bis 1886 war er leitender Redakteur der Zeitung Il Gorizian, ab 1873 L’Eco del Litorale. Am 15. Oktober 1873 wurde er als Vertreter der Foresi-Gemeinden der Bezirke Gradisca, Cormons, Cervignano und Monfalcone zum Abgeordneten des Wiener Parlaments gewählt. Bei den politischen Wahlen von 1879 und 1885 wurde er jeweils bestätigt. 1880 wurde er Propst des Görzer Metropolitankapitels. Als Andreas Gollmayr, Erzbischof von Görz, starb, wurde er zum Kapitularvikar ernannt und leitete die Erzdiözese von März bis Oktober 1883. Seine Ernennung zum Erzbischof von Görz soll aufgrund mangelnder Slowenischkenntnisse von der Statthalterei in Triest verhindert worden sein.
Am 24. April 1886 ernannte Kaiser Franz Joseph I. ihn zum Fürstbischof von Trient. Am 7. Juni 1886 bestätigte Papst Leo XIII. die Ernennung. Am 26. Juni 1886 weihte Serafino Vannutelli, Apostolischer Nuntius in Wien, ihn im Dom von Trient zum Bischof. Als Trienter Fürstbischof war er ab 1886 Mitglied des Tiroler Landtags und Mitglied des Herrenhauses.
Beigesetzt wurde er in der Domkirche von Trient.